# 2ª Squadriglia Caproni
La 2ª Squadriglia Caproni fu costituita il 17 ottobre 1915 sul campo di Pordenone con aerei da bombardamento Caproni.

## Storia

### Prima guerra mondiale
Viene costituita a Pordenone il 17 ottobre 1915 come 2ª Squadriglia Caproni al comando del Capitano pilota Egidio Carta a disposizione del Comando del battaglione squadriglie aviatori che dal 1º novembre diventa Gruppo comando supremo delle unità del Comando supremo militare italiano e prende sede all'Aeroporto di Aviano dotato di 2 Caproni Ca.32 ed uno di riserva, altri 3 piloti tra cui il Sergente Maggiore Virgilio Sala ed un osservatore.
Dal 19 ottobre la squadriglia è impegnata nella Terza battaglia dell'Isonzo attaccando il campo volo di Aisovizza ed arrivano altri 2 osservatori tra cui il Cap. Pico Deodato Cavalieri. 
Il 1º dicembre il reparto si chiama 2ª Squadriglia da offesa. 
Nel 1915, dopo aver preso parte anche alla quarta battaglia dell'Isonzo, ha compiuto 27 azioni belliche.
Al 1º aprile 1916 dispone di 3 Caproni, 6 piloti, un osservatore e 2 mitraglieri per le armi Fiat Mod. 14 tipo Aviazione ed il 2 aprile un Caproni partecipa al bombardamento di Postumia.
Il 15 aprile diventa 2ª Squadriglia Aeroplani ed il Gruppo comando supremo diventa IV Gruppo.
Il 16 maggio due Caproni attaccano obiettivi militari ad Ovcia Draga di Ranziano-Voghersca sul Carso.
Durante la battaglia degli Altipiani il 20 giugno due Ca. bombardano Roana e Rotzo in formazione con altri 10 bombardieri. Il gruppo è attaccato da caccia austriaci e nello scontro uno degli attaccanti viene abbattuto.
Al 1º agosto dispone di 4 Ca. 9 piloti, 2 osservatori e 2 mitraglieri.
Sempre in agosto partecipa alla sesta battaglia dell'Isonzo bombardando l'Arsenale di Trieste ed obiettivi nella zona carsica.
Nel 1916 l'unità ha compiuto 35 voli di guerra.
All'inizio del 1917 il reparto, col comando vacante, dispone di 4 Ca., 8 piloti, 2 osservatori e 3 mitraglieri.
L'8 gennaio attaccano baraccamenti vicini a San Daniele del Carso ed il 21 marzo il comando è assunto dal cap. Attilio Matricardi.
Il 10 aprile la squadriglia passa dal IV Gruppo all'XI Gruppo.
Il 10 giugno nell'ambito della battaglia dell'Ortigara tre Ca. bombardano la zona di Caldonazzo e Matricardi (che prende il posto del mitragliere ferito) abbatte un Albatros austriaco.
Ai primi di luglio arrivano i primi Caproni Ca.33 ed il 28 luglio il Ca. con Matricardi, il Sergente Oscar Lazzarini, il mitragliere Ugo Cassigoli ed il Tenente osservatore Gino Graziani bombarda il vallone di Chiapovano.
Il 1º agosto la squadriglia dispone di 5 Ca., 8 piloti, 2 osservatori e 4 mitraglieri ed il 2 agosto gli aerei battono l'Arsenale di Pola.
Sempre in agosto la squadriglia, impegnata nell'undicesima battaglia dell'Isonzo effettua 25 azioni, sia diurne che notturne.
Il 26 ottobre, nell'ambito della battaglia di Caporetto, il mitragliere Emilio Saletta del Ca. del tenente Gino Lisa abbatte un caccia austriaco sull'altopiano della Bainsizza ed il Ca. del sottotenente Leandro Negrini dopo aver battuto le retrovie di Santa Lucia d'Isonzo costringe, con una raffica alle ali, a planare un caccia austriaco ed un secondo caccia ad abbandonare il campo ma causa dei danni va fuori uso.
Alla fine di ottobre ripiega al Campo di aviazione di Arcade ed il 9 novembre all'Aeroporto di Brescia-Ghedi.
Il 14 novembre la squadriglia passa sotto il XIV Gruppo e dispone di 3 Ca., 7 piloti, 2 osservatori e 5 mitraglieri.
Il 15 novembre dopo aver bombardato impianti ferroviari di Levico Terme e Caldonazzo il Ca. di Lisa, senza scorta, viene attaccato sul monte Cengio da 3 Albatros D.III degli assi Julius Arigi, Josef Kiss e Josef von Maier e si schianta sul Monte Summano (Piovene Rocchette - VI).
Alla fine di dicembre la squadriglia si sposta all'Aeroporto di Padova dove il 5 dicembre si era spostato anche il XIV Gruppo.
Durante il 1917 la squadriglia ha compiuto 139 azioni di guerra.
Il 19 gennaio 1918 Matricardi lascia il comando al Cap. pilota Leone Cola De Renzis ed il 5 febbraio la squadriglia viene visitata da Vittorio Emanuele III di Savoia.
Il 7 aprile Cola De Renzis cede il comando al Cap. pilota Vittorio Bergonzi ed il 4 maggio bombardano vicino ad Alano di Piave.
Il 25 giugno il mitragliere Giuseppe Testa del Ca. del Maresciallo Baldassare Cucchiara rivendica l'abbattimento di un caccia dopo il bombardamento di un deposito munizioni vicino ad Orsago.
Il 17 luglio il comando va al Cap. pilota Guido Battenti ed il 22 luglio la squadriglia va al Campo di aviazione di Arquà Petrarca.
Alla fine di luglio l'unità dispone di 6 Ca., 12 piloti (tra cui 2 dell'American Expeditionary Forces addestrati a Foggia), 4 osservatori e 4 mitraglieri.
Il 10 settembre l'unità torna al comando di Bergonzi ed il 27 ottobre un Ca. bombarda un deposito di munizioni a Sacile e vedono precipitare uno dei 5 caccia che li ha attaccato.
Il 30 ottobre infine un Ca. bombarda le truppe in ritirata sulla rotabile Sacile-Pordenone.
Nel 1918 la squadriglia ha compiuto 88 voli di guerra che sommati ai precedenti arrivano a 289 nell'intero conflitto.
Alla fine delle ostilità la squadriglia dispone di 4 Ca., 10 piloti (di cui 3 americani), 5 osservatori e 4 mitraglieri.
Nel febbraio 1919 viene messa alle dipendenze del IV Gruppo ma in marzo viene sciolta.

### Il dopo guerra
Al 15 gennaio 1927 la 2ª Squadriglia della Regia Aeronautica è nel XLIV Gruppo Bombardieri Diurno del 14º Stormo dell'Aeroporto di Ferrara-San Luca sui Fiat B.R.1.
Il 10 maggio 1929 il 44º Gruppo va all'Aeroporto di Poggio Renatico sui Fiat B.R.2.
Tra il 1929 ed il 1930 era al comando di Ferdinando Raffaelli.
Il 1º giugno 1931 è nel 45º Gruppo ed alla metà del mese il Gruppo torna a Ferrara.

### Guerra d'Etiopia
La 2ª Squadriglia, inquadrata nel XLV Gruppo del 7º Stormo, sbarca a Mogadiscio il 18 febbraio 1936 nell'ambito della Guerra d'Etiopia. I lavori di montaggio degli aerei si concludono nel mese di febbraio.

### Africa Orientale Italiana
Nell'ottobre 1936 vola sui Caproni Ca.133 nel XLV Gruppo autonomo di Mogadiscio (oggi Aeroporto Internazionale Aden Adde) nell'ambito dell'Africa Orientale Italiana.

### Seconda guerra mondiale
Al 10 giugno 1940 era nel 45º Gruppo Bombardieri del 14º Stormo con 8 Savoia-Marchetti S.M.81 ad El-Adem (oggi Base aerea Gamal Abd el-Nasser).